# Centuriació romana
La Centuriació romana és l'esquema geomètric del pla d'una ciutat i del territori agrícola que s'estenia al seu voltant, utilitzat en el món romà, el qual era traçat amb l'ajut dels instruments d'agrimensors, en cada nova colònia. El seu estudi té una gran importància a l'hora de reconstruir el paisatge històric.

## Realització
Hi hagué diversos esquemes i també diferents varietats de sistemes adoptats. El sistema més estès fou el de l'ager centuriatus.
L'agrimensor romà, després d'haver triat el centre de la ciutat o umbilicus, traçava dos eixos viaris perpendiculars: el primer en direcció est-oest, anomenat decumanus maximus, el segon en direcció nord-sud, amb el nom de cardo maximus.
Un cop delimitada la ciutat, s'estenien aquestes dues vies per tot el territori agrícola de l'entorn, travessant les portes que havien estat obertes en el recinte de la ciutat.
El geòmetra se situava davant del visor (ombelicus), amb la vista girada cap a l'oest i definia el territori amb els noms següents:
- ultra, allò que veia al davant
- citra, el que restava darrere seu
- dextra, el que veia a la dreta
- sinistra, el que veia a l'esquerra.

## Centuriació del territori
Successivament, eren traçats, a una banda i a l'altra dels eixos inicials, els cardo i els decumanus secundaris. Eren els eixos viaris situats d'una manera paral·lela en intervals de 100 actus (uns 3,5 km). El territori subdividit d'aquesta manera d'una manera ortogonal era anomenat saltus.
La xarxa viària era posteriorment ampliada amb noves vies paral·leles a aquestes que ja havien estat traçades, les quals eren separades entre elles per una distància de 20 actus (710,40 m). Les superfícies quadrades que s'obtenien després d'aquesta darrera divisió eren les centúries.
| Les amplades de les vies, en peus romans (29.6 cm) | Les amplades de les vies, en peus romans (29.6 cm) | Les amplades de les vies, en peus romans (29.6 cm) |
| Amplada                                            | Equivalència                                       | Nom                                                |
| -------------------------------------------------- | -------------------------------------------------- | -------------------------------------------------- |
| 40 peus romans                                     | 11,84 m                                            | decumanus maximum                                  |
| 20 peus romans                                     | 5,92 m                                             | cardus maximum                                     |
| 12 peus romains                                    | 3,55 m                                             | limites quintarri                                  |
| 8 peus romans                                      | 2,37 m                                             | altres vies                                        |

La repartició dels terrenys es produïa un cop s'havien fet les vies. Cada centúria era subdivida en 10 parts, a partir de línies sempre paral·leles als cardos i als decumanus, situades a una distància de separació de dos actus (71,04 m). Eren formades d'aquesta manera 100 superfícies d'aproximadament 0,5 hectàrees, anomenades heredia (centum heredia = centuria).
Cada heredim era subdividida pel mig d'acord amb un eix sud-nord i esdevenia dos jugerum (el jugerum, de 2.523 metres quadrats, corresponia a la superfície de terreny que podia ésser treballada en un dia per un parell de bous).
A la regió de Venècia la centuriació romana és coneguda amb el nom de Graticolato romain.

## Traces de cadastres a la Gàl·lia
- Besiers
- Valença
- Aurenja (Orange B)

## Traces de cadastres a Catalunya
- Tarragona
- Empúries
- Girona
- Barcelona
- Cerdanya
- Isona (Pallars Jussà)
- Guissona
- Lleida
- els Prats de Rei (antiga Segarra romana)
- la Seu d'Urgell o Castellciutat (probable)
- Bages (probable)
- Castell-rosselló (probable)